# Jackie Groenen
Jackie Noelle Groenen (født 17. december 1994) er en hollandsk fodboldspiller og tidligere judoka udøver, der spiller for Manchester United i FA WSL og Holland. Hun har tidligere spillet for de tyske klubber FFC Frankfurt, Essen-Schönebeck og Duisburg og for den engelske klub Chelsea i FA WSL. Groenen blev født i Holland men voksede op lige på den anden side af den belgiske grænse i landsbyen Poppel i Ravels kommune. Efter at hun havde spillet for Holland på ungdomsniveau, ønskede hun at ændre sin fodbold-nationalitet, således at hun kunne spille forBelgien, men en FIFA-regel gjorde, at det ikke kunne lade sig gøre, så hun fortsatte at spille for Holland.

## Fodboldkarriere

### Landshold
I januar 2016 blev Groenen indkaldt til Hollands trup til landsholdets vinter træningslejr i Tyrkiet. Der fik hun sin debut for landsholdet, da hun spillede to venskabskampe mod Danmark.

## Hæder

### Landshold
- EM i fodbold for kvinder 2017: Vinder
- EM i fodbold for kvinder 2017: All start holdet

## Judokarriere
Groenen har vundet en række mesterskaber indenfor judo. I 2007, 2008 og 2009 var hun hollandsk mester i U15 aldersgruppen. Hun vandt titlerne i vægtklassen -32 kg. I 2010 blev hun sølvvinder i vægtklassen -44 kg. Den 6. marts 2010 vandt hun guldmedalje for U17 gruppen i Tilburg, Holland, og derudover vandt hun også bronzemedalje for aldersgruppen ved de europæiske mesterskaber i juni 2010 i Teplice for vægtklassen -40 kg.